# سانتي بنتيفوليو
سانتي بنتيفوليو (1426 - بولونيا، 1462) نبيل بولوني . ابن إركولي بنتيفوليو و ابن عم أنيبالي الأول بنتيفوليو حكم مدينة بولونيا من عام 1445 حى 1462.
تربى في فلورنسا لدى بلاط كوزيمو دي ميديشي .
خـَلـَف أنيبالي الذي قتل في كمين نظمته أسرة كانيتولي المنافسة، وعين غونفالونييري العدل، وهو منصب يعادل بالأمر الواقع الحاكم المدينة. كما عـُيـّن وصياً على جوفاني ابن أنيبالي .
كان عاشق نيكولوزا كاستيلاني زوجة الكونت نيكول سانوتيا . في 19 مايو من عام 1454 تزوج بكنيسة سانت جاكومو في بولونيا جينيفرا سفورزا ابنة ألساندرو حاكم بيزارو ذات الرابعة عشرة ربيعاً.
أنجب الزوجان اثنين من الأبناء :
- كوستانسا (1458-1491) ، تزوجت أنتونماريا بيكو دا ميراندولا ؛
- إركولي (1459 --؟) ، كوندوتييرو.

بدأت الأعمال بتشييد قصره سنة 1460 ، و ساهم بها النحات بانيو دي لابو بورتيجاني و أنهاها جوفاني ابن أنيبالي . دُمـّر القصر لاحقاً في سنة 1507 بعد طرد آل بنتيفوليو من المدينة .
حصلت بولونيا من البابا على حكم ذاتي وأنشأ مجلس شيوخ بلدي يتألف من نبلاء بولونيا وممثلين عن البابا .
وطـّـدت سياسته الخارجية التحالفات مع البندقية و آل سفورزا و آل ميديشي.
توفي متأثراً بمرضه سنة 1462 و خـَلـَفه جوفاني الثاني الذي كان وصيه عليه .زوجته جينيفرا تزوجت بعد ستة أشهر من جوفاني وأنجبا ستة عشر إبناً.